# Јевгениј Рошал
Јевгениј Рошал (рус. Евгений Рошал), је руски програмер који је познат као творац RAR фајл формата за компресију и WinRAR софтвера за компресију података. Често употребљава своје англицизовано име Eugene Roshal.

## Биографија
Јевгениј Рошал рођен је у Чељабинску 1972. године. Прво искуство у програмирању стекао је као тинејџер на совјетском рачунару Агат. Студирао је рачунарски смер на Јужно-уралском државном универзитету. Прву верзију свог чувеног РАР фајл формата, названог по његовом презимену као Рошал Архива, представио је 1993. године. Три године касније представио је и FAR Manager, конзолни фајл менаџер за оперативни систем ДОС.
Повећањем броја корисника рачунара током 2000-их, WinRAR добија на великој популарности, услед тога што је корисницима омогућено да користе програм и након истека пробне лиценце од 40 дана. Према подацима са званичног сајта, софтвер је имао преко пола милијарде корисника. Највећи број корисника који плаћају WinRAR лиценцу чине правна лица.